# Per-Anders Lundström
Per Anders (Per-Anders) Georg Lundström, född 14 december 1962 i Uddevalla församling i Göteborgs och Bohus län, är en svensk militärhistoriker och näringslivsperson.

## Biografi
Lundström är filosofie kandidat och är diplomerad från Institutet för högre reklam- och kommunikationsutbildning vid Stockholms universitet. Han var under 1990-talet verksam som författare av regementshistoriska verk. År 1992 tog han tillsammans med överste Lennart Uller och major Curt Johansson initiativ till att starta bokklubben Svenskt Militärhistoriskt Bibliotek. Lundström är sedan dess ledamot av styrelsen och var projektledare till 2000, verkställande styrelseledamot 2000–2001 och sedan 2001 styresman.